# (38406) 1999 RS203
1999 RS203 (asteroide 38406) é um asteroide da cintura principal. Possui uma excentricidade de 0.04140070 e uma inclinação de 14.71179º.
Este asteroide foi descoberto no dia 8 de setembro de 1999 por LINEAR em Socorro.